# Matt Lanter
Matt Lanter (født 1. april 1983 i Ohio, USA) er en amerikansk skuespiller og tegnefilmsdubber. Han er bedst kendt som stemmen bag Anakin Skywalker i Star Wars: The Clone Wars.

## Filmografi

### Film
| År   | Titel                                                | Rolle                                     | Noter      |
| ---- | ---------------------------------------------------- | ----------------------------------------- | ---------- |
| 2004 | Bobby Jones: Stroke of Genius                        | Bobby Jones's caddy                       |            |
| 2008 | WarGames: The Dead Code                              | Will Farmer                               |            |
| 2008 | Star Wars: The Clone Wars                            | Anakin Skywalker (voice)                  | [ 1 ]      |
| 2008 | Disaster Movie                                       | Will Clayton                              |            |
| 2009 | Sorority Row                                         | Kyle Tyson                                |            |
| 2010 | Vampires Suck                                        | Edward Sullen                             |            |
| 2011 | The Roommate                                         | Jason Tanner                              |            |
| 2012 | Secret of the Wings                                  | Sled (voice)                              | [ 1 ]      |
| 2013 | Liars All                                            | Mike                                      |            |
| 2015 | Justice League: Throne of Atlantis                   | Arthur Curry / Aquaman (voice)            | [ 1 ]      |
| 2015 | Star Wars: The Force Awakens                         | Additional voices                         |            |
| 2016 | USS Indianapolis: Men of Courage                     | Brian "Bama" Smithwick                    |            |
| 2017 | Pitch Perfect 3                                      | Chicago Walp                              |            |
| 2018 | The Death of Superman                                | Arthur Curry / Aquaman (voice)            | [ 1 ]      |
| 2020 | Justice League Dark: Apokolips War                   | Arthur Curry / Aquaman (voice)            |            |
| 2020 | Chasing the Rain                                     | Eric                                      |            |
| 2021 | DC Showcase: Blue Beetle                             | Ted Kord / Blue Beetle (voice)            | Short film |
| 2024 | Justice League: Crisis on Infinite Earths - Part One | Ted Kord / Blue Beetle / Ultraman (voice) | [ 2 ]      |
| 2024 | Justice League: Crisis on Infinite Earths - Part Two | Ted Kord / Blue Beetle (voice)            |            |

### Television
| År              | Titel                                           | Rolle | Noter                                          |
| --------------- | ----------------------------------------------- | --- | ---------------------------------------------- |
| 2004            | Manhunt                                         | Himself | Contestant                                     |
| 2005            | 8 Simple Rules                                  | Brendon | Episode: "The After Party"                     |
| 2005            | Point Pleasant                                  | Nick | 3 episodes                                     |
| 2005–2006       | Commander in Chief                              | Horace Calloway | Main role                                      |
| 2006            | Big Love                                        | Gibson | Episode: "Eviction"                            |
| 2006            | Heroes                                          | Brody Mitchum | Recurring role                                 |
| 2006            | Shark                                           | Eddie Linden | 3 episodes                                     |
| 2007            | CSI: Crime Scene Investigation                  | Ryan Lansco | Episode: "Fallen Idols"                        |
| 2007            | Monk                                            | Clay Bridges | Episode: "Mr. Monk and the Birds and the Bees" |
| 2007            | Grey's Anatomy                                  | Adam Singer | Episode: "The Heart of the Matter"             |
| 2007            | Judy's Got a Gun                                | Isaac Prentice | Television film                                |
| 2008            | The Cutting Edge: Chasing the Dream             | Zack Conroy | Television film                                |
| 2008            | Life                                            | Patrick Bridger | Episode: "Everything... All the Time"          |
| 2008            | The Oaks                                        | Mike | Episode: "Pilot"                               |
| 2008–2014, 2020 | Star Wars: The Clone Wars                       | Anakin Skywalker / Okalin / Ratter (voice) | 95 episodes                                    |
| 2009–2013       | 90210                                           | Liam Court | Main role                                      |
| 2012            | Scooby-Doo! Mystery Incorporated                | Baylor Hotner (voice) | 3 episodes                                     |
| 2012            | The High Fructose Adventures of Annoying Orange | Matt the Pear | Episode: "Generic Holiday Special"             |
| 2012–2017       | Ultimate Spider-Man                             | Harry Osborn / Patrioteer / Flash Thompson / Agent Venom / Venom / Klaw / Anti-Venom / Tiny Octo-Bot / S.H.I.E.L.D. technician / police officer (voice) | 46 episodes                                    |
| 2014            | Star-Crossed                                    | Roman | Main role                                      |
| 2015            | The Astronaut Wives Club                        | Ed White | 3 episodes                                     |
| 2015            | CSI: Cyber                                      | Tristan Jenkins | Episode: "Corrupted Memory"                    |
| 2016            | Star Wars Rebels                                | Anakin Skywalker (voice) | 2 episodes                                     |
| 2016–2018       | Timeless                                        | Wyatt Logan | Main role                                      |
| 2017–2018       | Star Wars Forces of Destiny                     | Anakin Skywalker (voice) | 6 episodes                                     |
| 2019            | Avengers Assemble                               | Winter Soldier / Reporter #2 (voice) | Episode: "Vibranium Curtain"                   |
| 2019            | The Mandalorian                                 | Lant Davan | Episode: "Chapter 6: The Prisoner"             |
| 2020            | Lego Star Wars Holiday Special                  | Anakin Skywalker / Rodian (voice) | [ 1 ]                                          |
| 2021            | Jupiter's Legacy                                | George Hutchence | Main role                                      |
| 2022            | Lego Star Wars Summer Vacation                  | Anakin Skywalker / Rodian (voice) | [ 1 ]                                          |
| 2022            | Tales of the Jedi                               | Anakin Skywalker (voice) | Episode: "Practice Makes Perfect"              |
| 2023            | S.W.A.T.                                        | Aaron Skinner | Episode: "Blowback"                            |
| 2024            | Star Wars: The Bad Batch                        | Olly / Stormtrooper #1 (voice) | Episode: "Point of No Return"                  |

### Compusterspil
| År   | Titel                                        | Rolle                     | Noter | Ref.  |
| ---- | -------------------------------------------- | ------------------------- | ----- | ----- |
| 2008 | Star Wars: The Clone Wars – Lightsaber Duels | Anakin Skywalker          |       | [ 1 ] |
| 2008 | Star Wars: The Clone Wars – Jedi Alliance    | Anakin Skywalker          |       |       |
| 2009 | Star Wars: The Clone Wars - Republic Heroes  | Anakin Skywalker          |       | [ 3 ] |
| 2011 | Lego Star Wars III: The Clone Wars           | Anakin Skywalker          |       | [ 1 ] |
| 2011 | Star Wars: The Old Republic                  | Darth Sadic / Agent Galen |       |       |
| 2012 | Kinect Star Wars                             | Anakin Skywalker          |       | [ 1 ] |
| 2014 | Disney Infinity: Marvel Super Heroes         | Venom                     |       | [ 4 ] |
| 2015 | Disney Infinity 3.0                          | Anakin Skywalker / Venom  |       | [ 5 ] |
| 2016 | Lego Marvel's Avengers                       | Ulysses Klaue             |       |       |
| 2017 | Star Wars Battlefront II                     | Anakin Skywalker          |       | [ 6 ] |
| 2022 | Lego Star Wars: The Skywalker Saga           | Anakin Skywalker          |       |       |